# Бруй, Вильям Петрович
Вильям Бруй (William Bruï; 31 марта 1946, Ленинград, СССР) — советский и французский художник, деятель второго русского авангарда.

## Биография
Вениамин Петрович Бруй родился в Ленинграде. Мать, Дора Рафаиловна в девичестве Фридман происходила из еврейской семьи. Дед,  Рафаил Маркович Фридман, был одним из самых ранних эмигрантов, уехавших из СССР в Израиль в конце 1950-х годов, задолго до так называемой Третьей волны (начало 1970-х годов). Он был раввином, потомком одного из видных представителей движения Хабад-Любавич. Отец художника - Петр Васильевич Бруй, уроженец Слуцкого района Бобруйской области. 
В 1962 году начинает работать печатником в Экспериментальной мастерской Ленинградского Союза художников. Тяготение к изобразительному искусству Вильям Бруй обнаруживает уже в юношеском возрасте. Посещая библиотеку Эрмитажа, он знакомится с публикациями русского авангарда начала XX века. В мастерской познакомился с художниками  Александром Ведерниковым, Верой Матюх, Герда Неменова, Евгенией Магарил, Анатолием Каплан. В 1965—1970 выставляется в полуофициальной галерее Лавка художника и в групповых выставках художников Ленинграда.
В 1970 году уезжает в Израиль к деду, который жил в строго религиозном Кфар-Хабаде. Соблюдая правила и обряды иудейской веры, не смог примирить свою художественную натуру с внешней религиозной жизнью и найти выход своему творческому потенциалу в этом контексте. В 1971 году он переезжает в Париж, где встречает Александра Либермана, художественного руководителя журнала «Vogue», проявившего интерес к творчеству художника и предоставившего ему для работы собственную мастерскую в Нью-Йорке. Бруй работает там в 1973, 1975 и в 1978 годах над серией масштабных холстов под общим названием Unified Fields (термин, заимствованный у Эйнштейна, разрабатывавшего, вслед за Теорией относительности, теорию применения единого мерила ко всему сущему).
Начиная с 2005 года Вильям Бруй организует выставки в коммерческой галерее Ателье-2 в престижном комплексе «Винзавод» в Москве и в других московских галереях. В июле-августе 2009 года выставка его работ в Государственном Русском Музее в Санкт-Петербурге привлекла значительное число зрителей, вызвала интерес в средствах массовой информации, его интервьюировали на российском радио и телевидении.

## Творчество
Первые работы Бруя (1960-66) носили фигуративный характер. Это была живопись маслом, рисунки и гравюры, в которых стремление к обобщению приводило художника на грань абстракции, которую он вскоре переходит. В 1969 году он печатает на собственноручно построенном офортном станке книгу Ex Adverso, на страницах которой варьируются сочетания элементарных геометрических форм. Трактовка поверхности изображения отличается плотной сетчатой штриховкой, мотив которой он впоследствии, работая в США, перенесет в живописные холсты масштабных размеров.Текст Ex Adverso принадлежит Григорию Капеляну (тогдашний псевдоним — Д-р Грабов). Книга была напечатана в 9 экземплярах (по советским законам, превышение этого количества требовало цензурного разрешения). В 1977 году Ex Adverso в разброшюрованном виде была представлена на выставке Fair un Livre в Центре Помпиду, рядом со стендом Сони Делоне.
Во Франции и в США художник продолжает развивать найденный им метод, и, если в семидесятые годы (цикл Unified Fields) его работы формально можно было бы отнести к минимализму, то впоследствии конструктивность композиции все чаще нарушается элементами спонтанного нанесения мазков, потеков и брызг краски, заявляющими о родстве с абстрактным экспрессионизмом. В этом стиле выполнен цикл холстов и литографий под общим названием Etrous (1986-1990). В серии «Храм» первоначальное  впечатление от предполагаемых очертаний разрушенного храма царя Соломона реализуется как отзвук космических видений освоения пространства супрематистами школы Малевича. После нескольких относительно бесплодных лет Бруй начинает новый цикл работ, названный им «Вещества-существа». Эти холсты несут на себе два уровня: в основе организующей структуры — образы  прошлых периодов творчества художника. Поверх — пятна текучей краски; эти «кляксы», не будучи нарисованными, производят впечатление самозародившихся биологических форм. Иногда этот биоморфный слой отходит на задний план, уступая поверхность уверенному геометрическому жесту.

## Некоторые работы
Книжная графика
- Суздалев П. К. Сергей Алексеевич Коровин / Оформление В. П. Бруя и Ю. Г. Боброва. — Л.: Художник РСФСР, 1967. — 64 с. — (Народная библиотечка по искусству). — 20 000 экз. (обл.)

## Музейные Коллекции
- Zimmerli Art Museum, Rutgers University, New Brunswick, NJ USA
- Guggenheim Museum, New York, NY, USA
- Museum of Modern Art, New York, NY, USA
- Musée d’Art Moderne de la Ville de Paris, France
- Bibliothèque de Centre Georges Pompidou, Paris, France
- Bibliothèque Nationale, Paris, France
- Государственный Русский музей, Санкт-Петербург, Россия

## Частные коллекции
- Частные коллекции работ Вильяма Бруя находятся в Москве, Санкт-Петербурге, Париже, Лондоне, Нью-Йорке, Тель-Авиве, Торонто, Сан-Франциско и Лос-Анджелесе.